# Stałe Przedstawicielstwo Nepalu przy ONZ
Stałe Przedstawicielstwo Nepalu przy Narodach Zjednoczonych (ang. Permanent Mission of Nepal to the United Nation) – misja dyplomatyczna Nepalu przy Organizacji Narodów Zjednoczonych z siedzibą w Nowym Jorku.
Nepal został przyjęty do Organizacji Narodów Zjednoczonych w 1955, a rok później została utworzona misja.